# Jordi Caballeria i Arnaus
Jordi Caballeria i Arnaus (Manlleu, 1958) és un escriptor i editor català. Guanyador del IX Premi d'Humor i Sàtira Jaume Maspons i Safont 2010, se li publicà en paper el seu primer llibre, El temps, que tot ho emmerda.

## Obres
- El temps, que tot ho emmerda (Premsa d'Osona, 2010)
- Variacions (Neurosi, 2013)
- Foc Creuat (Neurosi, 2014)[5][6]
- Sexe Creuat (Neurosi, 2017)